# Глория Скот
„Глория Скот“ (на английски: The Adventure of the Gloria Scott) е разказ на писателя Артър Конан Дойл за известния детектив Шерлок Холмс. Включен е в книгата „Мемоарите на Шерлок Холмс“, публикувана през 1894 година.

## Сюжет
Внимание:  Текстът по-долу разкрива сюжета на произведението (или части от него)!
Холмс показва на своя приятел Уотсън бележка със странно съдържание. На пръв поглед, тя е безсмислен набор от изречения и думи. Въпреки това Холмс казва, че бележката е била причината за смъртта на един здрав възрастен човек. В отговор на молбата на заинтересования Уотсън, Холмс му разказва всички обстоятелства около случая (разказа се води от името на Холмс).
Млад студент Шерлок Холмс приема предложението на своя приятел, Виктор Тревър, за да прекарат ваканцията си при баща му в дома им в графството на Норфолк. Там Холмс прекарва свободното си време в лов, портвайн и прилагайки дедуктивния си метод към бащата на Виктор. Старецът Тревър е изумен: Холмс му разказва подробностите от живота му. Веднага след като Холмс вижда на ръката на стареца едва видима татуировка, каза, че Тревър е свързан с лице, чиито инициали са „Д.А.“, а старецът припада от страх. Става ясно, че миналото на собственика на къщата има някаква тъмна история. Между старецът Тревър и Холмс възниква отчуждение, и Холмс решава да напусне.
В деня на отпътуването му от къщата се появява познат на Тревър, някой си Хъдсън, който става градинар в къщата на Тревър.
Два месеца по-късно Холмс получава телеграма от Виктор Тревър с молба да дойде спешно при него, защото баща му е много болен. Когато Холмс идва при Тревър старецът вече е мъртъв. Виктор разказва на Холмс за арогантното поведение на Хъдсън и за непонятна бележката, получена от него, след което старецът е получил инсулт. Холмс намира прощалното писмо на починалия – то хвърля светлина върху мистериозните и трагичните събития в семейството на Тревър.
Оказва се, че Тревър-старши в младежките си години е носил името Джеймс Армитидж (ето защо той е бил толкова уплашени от предположението на Холмс). Армитидж е осъден за банково присвояване и е изпратен като каторжник в Австралия, на борда на кораба „Глория Скот“. На кораба избухва бунт, воден от опасния престъпник Джак Прендъргаст. Част от членовете на екипажа и на конвоя са били убити, а други – пленени. Някои от престъпниците, включително Армитидж, отказват да убият затворниците и напускат кораба със спасителна лодка. Малко по-късно, по време на насилието и бягството на задържаните, първият помощник на капитана, взривява буре с барут, което потопява кораба „Глория Скот“ и всички хора на него са загинали. Всички, с изключение на моряка Хъдсън, който оцелява и много години по-късно идва при Тревър-Армитидж с цел да го изнудва.